# 数学与想象
《数学与想象》是1940年由西蒙与舒斯特于纽约出版的书籍，作者是爱德华·卡斯纳与詹姆士·R·纽曼。插画作者鲁弗斯·艾萨克斯为它提供了169幅图片。该书很快成为一部畅销书，并收获了不少赞誉，尤其因引入了古戈尔（英語：googol）表示10100和古戈尔普勒克斯（英語：googolplex）表示1010100而闻名。全书共9节，另包含一个带注释的参考书目（共45条）和一个目录。

## 评价
I·伯纳德·科恩表示，“它是我们现代数学的最佳记录”，并且“写作风格优雅，在清晰的阐述中不失幽默感”。
T·A·瑞安（英語：T. A. Ryan）则在评论中指出，这本书“并不像大家对它作为一本流行图书的预期那样肤浅，例如，古戈尔的发明是一种严肃的尝试，显示出‘无限’被用来形容巨大但有限的数时的错误性。”
截至1941年，G.沃尔多·邓宁顿已经注意到本书的畅销：“显然，它已成功地向外行人传达了富有创造性的数学家在解决难题时所遇到的乐趣。”

## 内容
在引言（xiii页）中，作者们写道：“科学，特别是数学，……似乎正在一个其他所有东西都要崩溃或被炸成碎片的时代建立起一个永久且稳定的大厦。”他们断言（xiv页）：“我们的目标是……通过它的多样性来展示数学的特征，展示其大胆、无拘无束的精神，以及作为一门艺术和科学，是如何引领富有创造力的才能去超越想象和直觉。”
在第一节“为旧物赋新名”（英語：New names for old）中，作者们解释了为什么数学是“用简单的词汇表达复杂的思想的科学”，他们注意到（第5页）“很多有趣的模糊性正在出现。例如，函数一词表示的可能是数学史上最重要的一个概念。此外，环是比群更近的一种理论，它出现在大部分关于代数的新书上，而与婚姻和铃铛无关。”第七页介绍了若尔当曲线定理。在讨论阿波罗尼奥斯问题时，作者们提到了埃德蒙·拉盖尔的解决方案，他把圆看作是有方向的。（第13页）谈及根号时，他们说，“激进派的标志不是锤子和镰刀，而是一个有三四个世纪历史的符号，而数学中开根的概念甚至比那更早。（第16页）随即提到了阿贝尔-鲁菲尼定理：“鲁菲尼和阿贝尔证明，五次及以上的方程没有根式解。”（第17页）
第二节“超越古戈尔”（英語：Beyond Googol）论述无限集合。作者们区分了可数集和不可数集。更进一步地，作者们给出了无限集的特征性质：无限集可以与它的某些子集1：1对应（第57页），所以“无限集并不比它的某些部分更大”。（第43页）在介绍阿列夫数之余，作者引用了路易斯·卡罗的《猎蛇鲨记》。该诗提到在狩猎蛇鲨时要避开“Boojum”，而作者们则说，“无穷大也许也是Boojum”。（第61页）
第三节是“Pie（π, i, e）的超越与虚构”。为了形象地解释e (数学常数)，它们先后讨论了复利和连续复利。“没有其他任何一个数学常数，包括π，与人类的事务联系得如此紧密。”（第86页）“e在帮助数学家描述和预测对人类而言最重要的自然现象——增长的过程中发挥了不可或缺的作用。”指数函数，y = ex ，“是唯一一个x处的函数值与变化率相同的函数”。（第87页）作者又定义了复平面，并描述乘以i的过程相当于在复平面上旋转90°。他们谈到了欧拉恒等式，即eπ i + 1 = 0，并指出可敬的本杰明·皮尔斯称其是“完全荒谬”的。作者随后以理想主义的语调写道：“当谦卑和远见遍布世界各地时，社会就会受到科学而不是聪明人的支配。”（第103-104页）
第四节是“各种几何，平面与幻想”（英語：Assorted Geometries, Plane and Fancy）。非欧几何和四维空间都在此节被讨论到。作者们说（第112页）：“在我们最珍视的信念中，没有一个比我们对空间和时间的信念更加珍贵，或者更加难以解释。”
在结语中，作者探讨了这样一个问题：“什么是数学？”他们说，“聪明比清楚容易”是一个令人沮丧的事实。这个问题的答案并不像定义生物学那么简单。“数学让我们拥有了一门通用的语言，在任何时空下都同样有效、有用且可理解……”最后，“即使是严肃而专横的逻辑，仍然足够敏感和灵活，来满足我们的需要。宏伟的大厦建在最简单、最原始的地基上，而这地基是由一些孩子气的规则中的想象和逻辑来锻造的。”（第358页）